# Borgo Val di Taro
Borgo Val di Taro ou Borgotaro (en dialecte parmesan Borgtär, en dialecte du pays « Ar Burghü ») est une commune italienne de la province de Parme, dans la région Émilie-Romagne.

## Administration
- Eugenio Bersellini
- Cecilia Molinari
- Tony Murena
- Ermanno Stradelli
- Luigi Terroni Avril/1946-Mai/1947
- Camillo Gandolfi Mai/1947-Mars/1948
- Romolo Barioglio Mars/1948-Janvier/1949
- Paolo Uberti Janvier/1949-Décembre/1949
- Camillo Gandolfi Décembre/1949-Juin/1950
- Francesco Marchini Camia Juin/1950-Juin/1951
- Domenico Costella Juin/1951-Juin/1956
- Mario Barbieri Juin/1956-Juin/1961
- Dario Saglia Juin/1961-Novembre/1964
- Giacomo Bernardi Novembre/1964-Novembre/1970
- Pier Giuseppe Dellapina Novembre/1970-Avril/1971
- Giuseppe Binacchi Avril/1971-Septembre/1971
- Commissaire Prefectorale Septembre/1971-Décembre/1972
- Giuseppe Costella Décembre/1972-Juin/1985
- Valentino Delmaestro Juin/1985-Juillet/1989
- Pier Luigi Ferrari Juillet/1989-Mai/2001

| Période                                  | Période  | Identité            | Étiquette | Qualité |
| ---------------------------------------- | -------- | ------------------- | --------- | ------- |
| 28 mai 2006                              | En cours | Salvatorangelo Oppo |           |         |
| Les données manquantes sont à compléter. |          |                     |           |         |

### Hameaux
Banca, Barca, Barzana di Sotto, Baselica, Belforte, Bertorella, Bissaio, Boceto, Bozzi, Brattesini, Brunelli(Brunei),Buzzo, Ca' Valesi, Cafaraccia, Caprendino, Case Maroni, Case Scodellino(Scudlein), Case Vighen, Casembola, Casoni, Cavanna, Cianica, Corriago, Costadasi, Frasso, Galla, Ghiare, Ghirardi, Giacopazzi, Griffola, Gotra, Il Mulino, Il Poggio,isola di Compiano, Laghina( La Gheïna), Lavacchielli, Le Spiagge, Magrano, Meda, Monticelli(Munteséi), Ostia Parmense, Poggio, Pontolo, Porcigatone, Pozzo, Roccamurata, Rovinaglia, San Martino, San Pietro, San Vincenzo, Tiedoli, Tombone, Valdena, Valleto, Varacola,Vighini,Vona

### Communes limitrophes
Albareto, Bardi, Bedonia, Berceto, Compiano, Pontremoli, Valmozzola.

### Jumelages
- Charenton-le-Pont (France)
- Villa de Cruces (Espagne)